# 凹頭擬冰杜父魚
凹頭擬冰杜父魚，為輻鰭魚綱鮋形目杜父魚亞目杜父魚科的其中一種。分布於中東太平洋區，從美國加州中部至墨西哥加利福尼亞半島海域，屬底棲魚類，深度約水深11至91公尺，喜棲息砂泥底質海域，體長可達8.9公分。

## 扩展阅读
維基物種上的相關：凹頭擬冰杜父魚